# Zvonek maličký

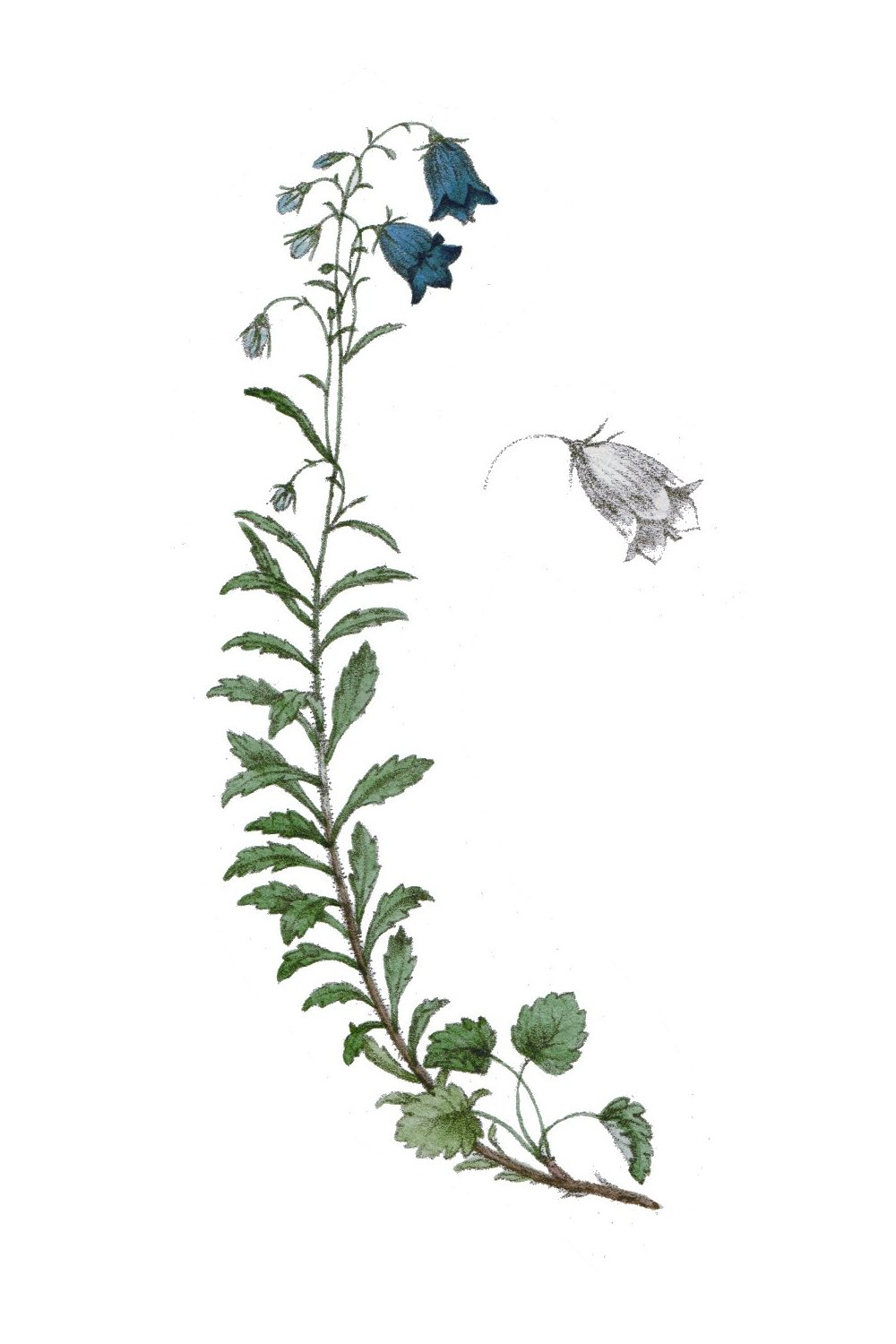
Popisný obrázek

Zvonek maličký (Campanula cochleariifolia) je vytrvalá bylina z čeledi zvonkovité. Je přirozeně rozšířen ve větších evropských horách, kde roste nejčastěji na zásaditých skalách a sutích. V Čechách se nevyskytuje, je však často pěstován jako okrasná rostlina, zejména na skalkách.

## Popis
Zvonek maličký je trsnatě rostoucí bylina s tenkým, plazivým a větveným oddenkem. Rostliny vytvářejí sterilní růžice. Lodyhy jsou vystoupavé, 5 až 15 cm vysoké. Přízemní listy jsou okrouhle srdčité až ledvinité, dlouze řapíkaté, na okraji zastřihovaně pilovité. V době květu jsou přízemní listy zachovalé, zelené. Lodyžní listy jsou eliptické až kopinaté, oddáleně pilovité, dolní jsou krátce řapíkaté, horní přisedlé. Květy jsou světle modrofialové až téměř bílé, jednotlivé nebo po 2 až po 3 na vrcholu lodyh. Poupata i květy jsou svěšené. Koruna květů je široce zvonkovitá, 13 až 16 mm dlouhá, zakončená mělkými zuby. Kvete od června do srpna. Plodem je kuželovitá, svěšená, 3 až 6 mm dlouhá tobolka, otevírající se nad bází 3 otvory.

## Rozšíření
Zvonek maličký je rozšířen v evropských horách, zejména v Alpách, Karpatech, Apeninách, Pyrenejích, balkánských pohořích, Juře. V České republice se nevyskytuje. Na Slovensku roste ve Vysokých a Nízkých Tatrách, na Velké Fatře, Muráňské planině, ve Slovenském ráji a Chočských vrších. Vyskytuje se zejména na vápencových a dolomitických skalách a sutích a na mylonitech od horského až do alpínského stupně.

## Ekologie
Květy jsou opylovány hmyzem.

## Taxonomie

### Vědecké názvy
Zvonek maličký byl popsán pod velkým množstvím dnes neplatných synonym, jako je např. Campanula pusilla, C. bellardii, C. glacialis, C. minutissima aj. Někdy byl též vřazován do široce pojatého druhu Campanula rotundifolia (zvonek okrouhlolistý).
V některých zdrojích se lze setkat s formou přepisu odborného jména Campanula cochlearifolia.

### České názvy
V literatuře je popisován také jako zvonek lžičníkolistý.

## Použití
Pro své výrazné květy a snadné pěstování se rostlina vysazuje do skalek a suchých zídek.

### Pěstování
"Patří k nejvděčnějším nenáročným skalničkám." 
Je považován za druh, který se pěstuje snadno, je poněkud expanzivní, může utlačovat sousední rostliny. Roste poměrně rychle. Rostlina preferuje humózní půdu s vyšším obsahem vápníku.
Pěstuje se ale i v běžné propustné živné půdě s dostatečnou vlhkostí. Snáší přísušky. Vhodné je stanoviště na slunci nebo v polostínu. je doporučeno kombinovat s nízkými trvalkami jako lnice alpská, šater plazivý.
Je používán i kultivar 'Alba' s bílými květy, nebo 'Miss Willmott' se světlemodrými květy, ale i další kultivary a variety odlišné i způsobem růstu.

## Množení
Druh lze rozmnožovat semenem , dělením nebo řízky.